# Clarke Wilm
Clarke Wilm (* 24. Oktober 1976 in Central Butte, Saskatchewan) ist ein ehemaliger kanadischer Eishockeyspieler, der im Verlauf seiner aktiven Karriere zwischen 1992 und 2011 unter anderem 460 Spiele für die Calgary Flames, Nashville Predators und Toronto Maple Leafs in der National Hockey League (NHL) auf der Position des Centers bestritten hat. Darüber hinaus absolvierte Wilm weitere 165 Partien in der Deutschen Eishockey Liga (DEL) für die Hamburg Freezers und Nürnberg Ice Tigers.

## Karriere
Wilm spielte zum Beginn seiner Juniorenkarriere bis zum Sommer 1992 in den unterklassigen Juniorenligen seiner Heimatprovinz Saskatchewan bei den Saskatoon Blazers. Nach der Saison 1991/92 wechselte der Center zu den Saskatoon Blades in die kanadische Juniorenliga Western Hockey League (WHL). Nachdem sich der Linksschütze im Laufe der Jahre immer weiter verbessern konnte, wurde er beim NHL Entry Draft 1995 von den Calgary Flames aus der National Hockey League (NHL) in der sechsten Runde an insgesamt 150. Position ausgewählt. Zunächst kam er jedoch zwei Jahre nur in deren Farmteam, den Saint John Flames, in der American Hockey League (AHL) zum Einsatz. Ab der Saison 1998/99 lief Wilm schließlich für die Calgary Flames in der NHL auf, für die er vier Spielzeiten aktiv war.
Im Sommer 2002 unterschrieb der Kanadier als sogenannter Free Agent einen Einjahresvertrag bei den Nashville Predators. Der Kontrakt wurde jedoch zum Ende der Saison nicht verlängert, sodass sich Wilm in selbiger Position im Sommer 2003 den Toronto Maple Leafs anschloss, wo er überwiegend für das Farmteam St. John’s Maple Leafs in der AHL auflief. Nach weiteren zwei Jahren in Toronto, entschloss sich der Angreifer für ein Engagement in Europa und wechselte in die finnische SM-liiga zu Jokerit Helsinki. Hier entwickelte sich der Kanadier zu einem der Leistungsträger, dennoch konnten ihn die Hamburg Freezers aus der Deutschen Eishockey Liga (DEL) zur Saison 2008/09 verpflichten.
Nach zwei Jahren im Trikot der Hamburger wechselte Wilm zur Saison 2010/11 zum Ligakonkurrenten Nürnberg Ice Tigers, dort erhielt er einen Einjahresvertrag. Nach der Saison bekam der Kanadier keinen neuen Kontrakt in Nürnberg und beendete daraufhin seine aktive Profikarriere im Alter von 34 Jahren.

## Erfolge und Auszeichnungen
- 2007 Finnischer Vizemeister mit Jokerit Helsinki

## Karrierestatistik
(Legende zur Spielerstatistik: Sp oder GP = absolvierte Spiele; T oder G = erzielte Tore; V oder A = erzielte Assists; Pkt oder Pts = erzielte Scorerpunkte; SM oder PIM = erhaltene Strafminuten; +/− = Plus/Minus-Bilanz; PP = erzielte Überzahltore; SH = erzielte Unterzahltore; GW = erzielte Siegtore; 1 Play-downs/Relegation; Kursiv: Statistik nicht vollständig)